# Ličenca
Ličenca je naselje v Občini Slovenske Konjice z zaselkom Ličenska Gorica.